# 索县 (古代)
索县，中国古县名。
西汉置，治所在今湖南省常德市东北断港头乡城址村。为武陵郡治。南临渐水。东汉阳嘉三年（184年）改为汉寿县。